# Rudolf Jelen
Rudolf Jelen (30. března 1902 Bystřice – 10. ledna 1945 Stob ant´Sluichd) byl český pilot 311. československé bombardovací perutě.

## Život

### Před druhou světovou válkou
Rudolf Jelen se narodil 30. března 1902 v Bystřici u Dubí. Vychodil měšťanskou školu. Prezenční vojenskou službu nastoupil v roce 1922. Absolvoval poddůstojnickou a pilotní školu a v roce 1923 se stal stíhacím pilotem. Po ukončení armádní služby začal v roce 1928 létat u Československé letecké společnosti.

### Druhá světová válka
Po Německá okupace Čech, Moravy a Slezska odešel v roce 1939 do Polska, kde vstoupil do tamního vojenského letectva. Po pádu Polska v září 1939 upadl do sovětské internace. Po propuštění na jaře 1940 odcestoval v červenci téhož roku společně s dalšími přes Oděsu, Istanbul a Sýrii do Spojeného království, kde vstoupil do Royal Air Force. Po výcviku létal od 6. srpna 1941 u 24. dopravní perutě, poté přelétával vojenská letadla ze Spojených států amerických. Po dalším výcviku byl 9. května 1943 zařazen k 311. československé bombardovací peruti, kde se účastnil protiponorkových leteckých hlídek nad oceánem. Dne 10. ledna 1945 cestoval ve stroji Airspeed Oxford Mk.I PH404 pilotovaném Karlem Kvapilem ze skotského Tainu do Londýna. Stroj se zřítil v prostoru hory Stob ant´Sluichd v pohoří Grampiany. Z důvodu mylného předpokladu, že se stroj zřítil do moře, byl vrak a těla obětí nalezena až po sedmi měsících náhodnými turisty. Pohřben byl 3. září 1945 v československém oddělení hřbitova v Brookwoodu. Dosáhl hodnosti štábního rotmistra.

## Ocenění

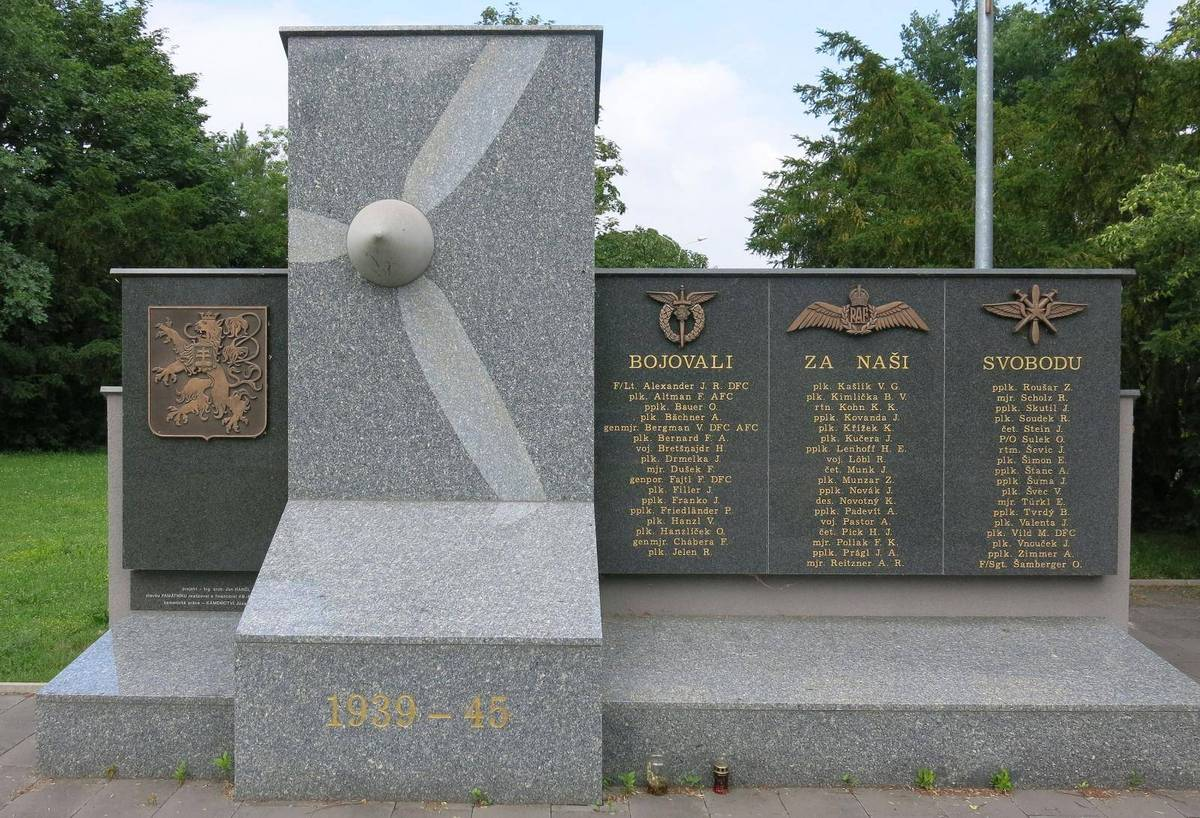
Jméno plukovníka Jelena je uvedeno na památníku padlým letcům v Žatci

### Vyznamenání
- Československá medaile Za chrabrost před nepřítelem
- Československá medaile za zásluhy II. stupně
- Pamětní medaile československé armády v zahraničí
- Hvězda Atlantiku
- Britská medaile Za obranu
- Kříž za chrabrost (Polsko)

### Posmrtná ocenění
- Rudolf Jelen byl v roce 1991 in memoriam povýšen do hodnosti plukovníka